# 스파게티
스파게티(이탈리아어: spaghetti, 단수: spaghetto 스파게토[*])는 이탈리아의 파스타이다. 길고 가는 원통형 파스타의 일종이다. 이탈리아 요리의 대명사로 꼽히며, 보통 토마토 소스(토마토를 바탕으로 한 소스)를 끼얹어 먹는다. 스파게티는 소금을 조금 넣은 끓는 물에서 8∼12분 충분히 삶아야 하고 찬물에 헹구지 않으며, 뜨거운 채로 건져 약간 움푹한 그릇에 담아 토마토 퓌레나 토마토 소스를 끼얹고 취향에 따라 가루 치즈를 뿌려 따뜻할 때 먹는다.
가장 많이 알려진 파스타의 대명사. 가늘고 기다란 원통형의 롱 파스타로 ‘얇은 줄’이라는 뜻을 가지고 있다. 어떤 소스와도 잘 어울리며 곁들이는 소스에 따라 여러 종류로 나뉜다.

## 어원
스파게티 (spaghetti)라는 단어는, 줄을 뜻하는 이탈리아어 spago에 지소사가 붙은 형태 (spaghetto)의 복수형이다. 문자 그대로 "조그마한 줄들"이란 뜻이라 할 수 있다. 줄 모양의 파스타이면서, 단면이 원형이고, 굵기는 2mm 정도인 것을 가리킨다.
- 2mm 조금 넘는 것을 스파게토니(spaghettoni)
- 1.6mm 전후인 것을 스파게티니(spaghettini)
- 1.3mm～1.5mm 정도인 것을 페델리니(fedelini)
- 1.2mm 미만인 것을 베르미첼리(vermicelli) 또는 카펠리니(capellini)

라고 구분하여 부른다. 베르미첼리는 영어권에서는 버미첼리라고 부르기도 한다.

## 세계적 요리
스파게티의 국적인 이탈리아에서는 스파게티를 주식사 전, 수프 대신 가벼운 음식으로 먹지만, 세계 여러나라에서는 여러 가지 소스를 곁들인 여러 가지 스파게티를 일품요리로서 주식으로 먹는다.

## 같이 보기
- 스파게티 알라 키타라
- 날아다니는 스파게티 괴물
- 스파게티 (라면)
- 피자
- 국수
- 파스타